# Pączki
Pączki  (/ˈpoʊntʃki/ ; tiếng Ba Lan: [ˈpɔ̃tʂkʲi] ⓘ ; số ít: pączek [ˈpɔ̃tʂɛk]) là bánh doughnut nổi tiếng của nền ẩm thực Ba Lan.

## Mô tả
Pączki vốn là bột nở được chiên ngập dầu rồi phết mứt. Pączki thường được phủ bằng đường bột, kem phủ, lớp phủ tạo độ bóng hoặc một ít vỏ cam khô. Một lượng nhỏ rượu ngũ cốc được thêm vào bột trước khi nấu. Bánh Pączki hơi bị xẹp xuống 
Pączki được làm từ bột có chứa nhiều thành phần phong phú như trứng, chất béo, đường, men và đôi khi sữa. Powidł (mứt mận hầm) và mứt cánh hoa tầm xuân  là các loại nhân truyền thống, ngoài ra người ta còn sử dụng nhân dâu tây, kem Bavaria, việt quất, mãng cầu, mâm xôi và táo.

Trong lịch sử ẩm thực Ba Lan, Pączki được biết đến từ thời Trung Cổ.

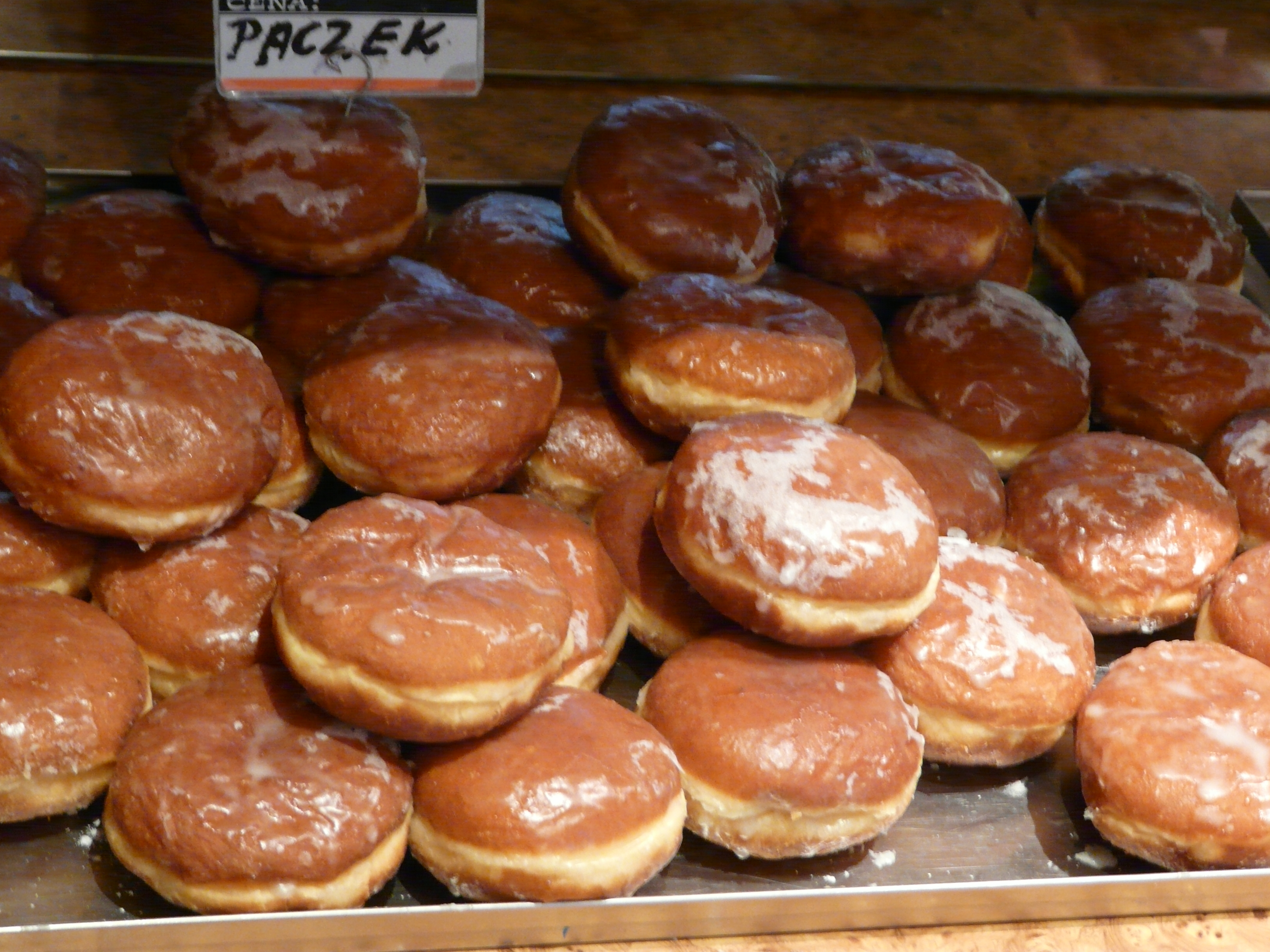
Bày bán bánh Pączki
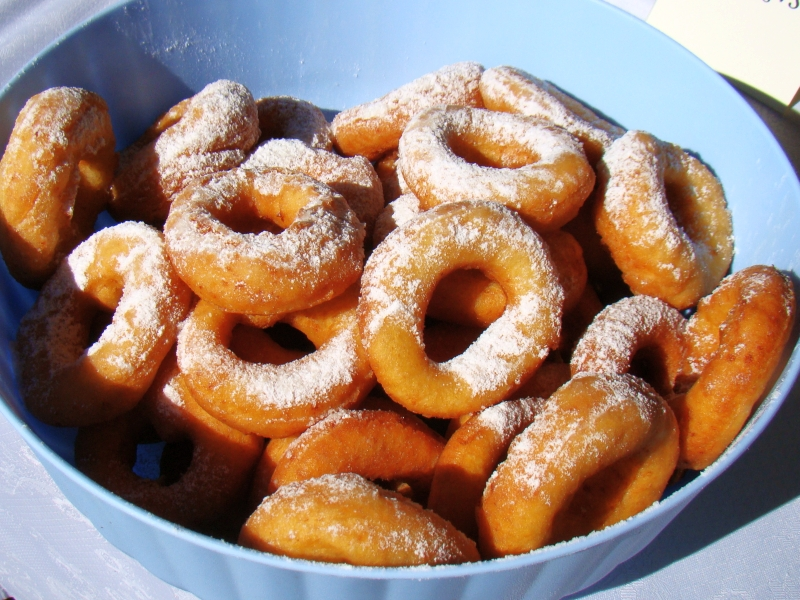
Pączki serowe hoặc oponki truyền thống
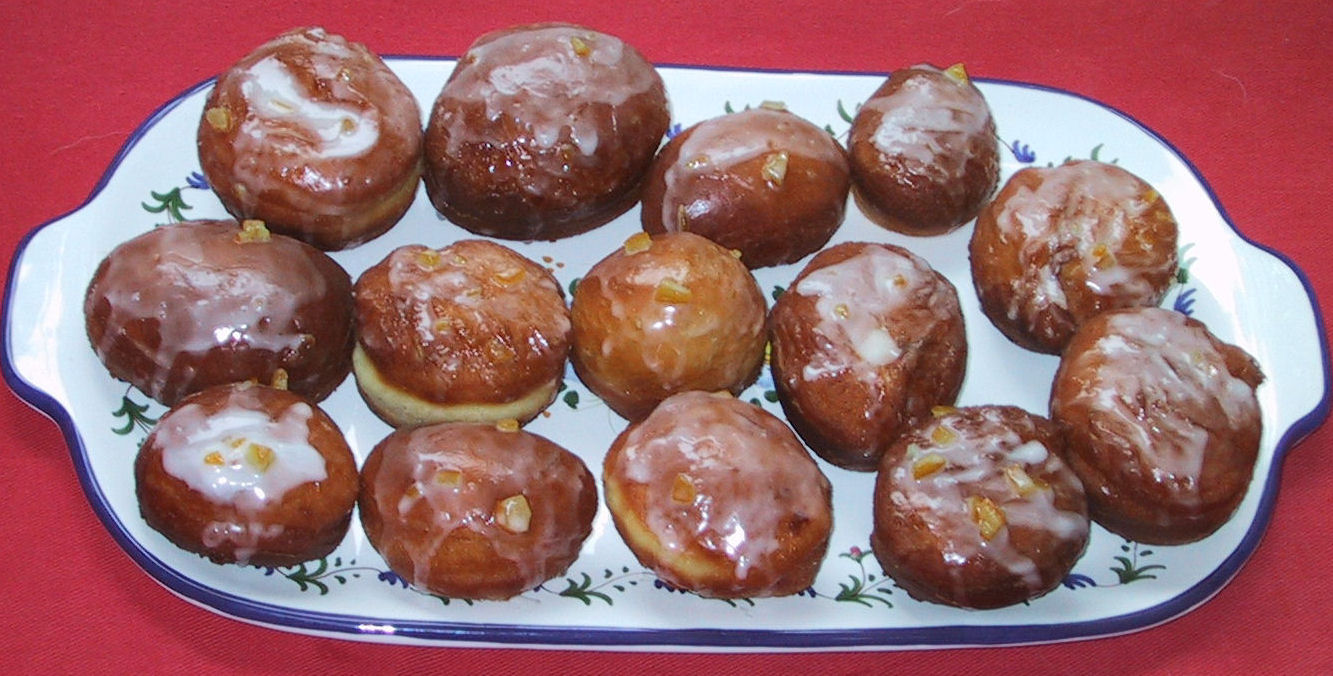
Pączki tráng lớp phủ tạo độ bóng
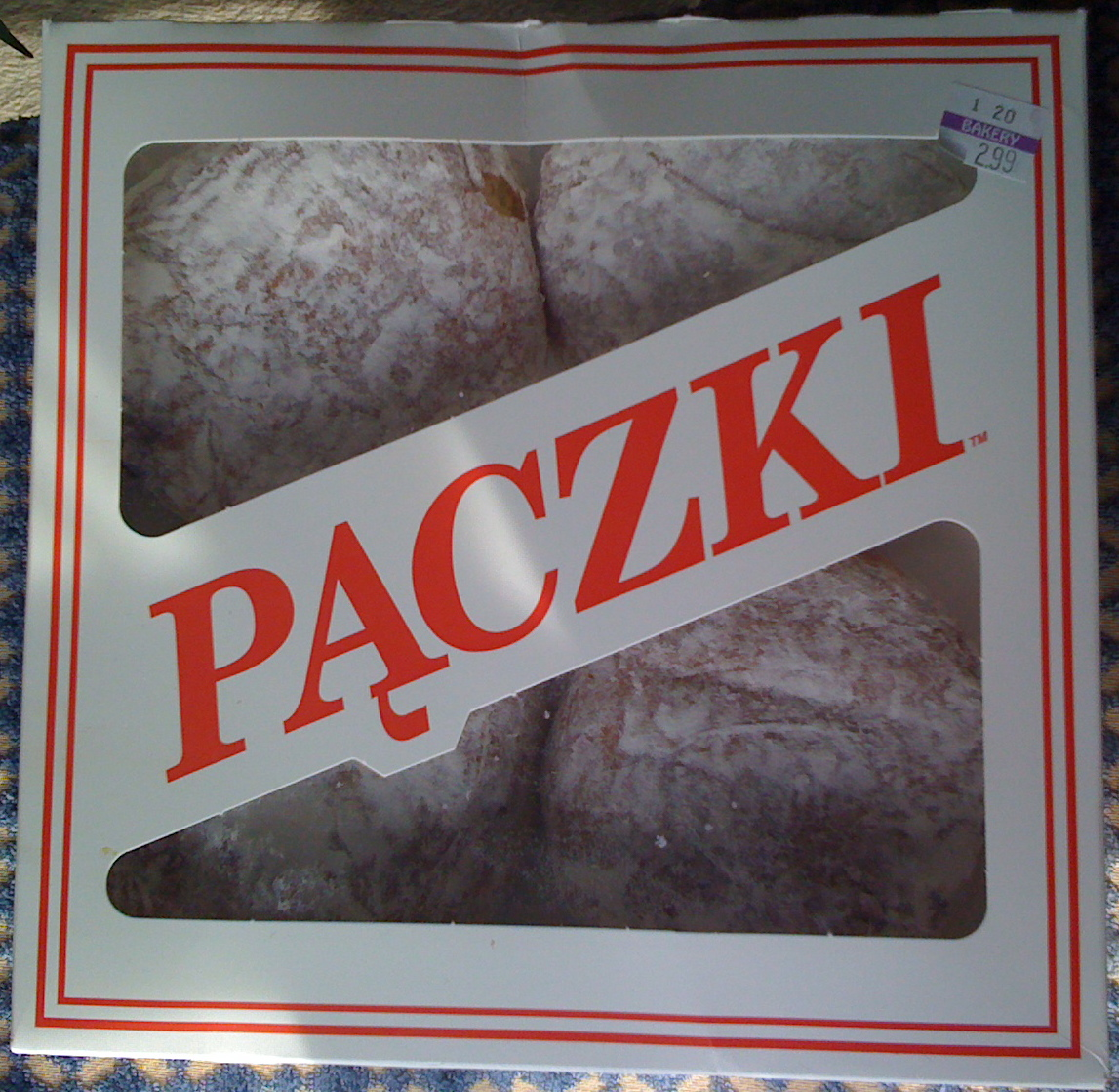
Pączki do Mỹ sản xuất

## Từ nguyên
Tiếng Ba Lan pączek [ˈpɔntʂɛk]  (số nhiều: pączki [ˈpɔntʂkʲi] )  xuất phải từ từ pąk trong tiếng Ba Lan [ˈpɔŋk]  có nghĩa là "nụ".  Ở một số ngôn ngữ thuộc Ngữ tộc Slav, họ sử từ mượn: ponchik,  ponchik  ponchyk  ponchyk , ponichka  ponichka  đề cập đến một chiếc bánh ngọt có bề ngoài giống quả bóng.   

## Ngày Pączki
Tại Hamtramck, Michigan, một vùng của Detroit, hàng năm có Lễ diễu hành Ngày Pączki (Lễ Shrove Tuesday), thu hút được nhiều người tham gia. Trong toàn bộ khu vực Metro Detroit, bánh phổ biến đến mức nhiều tiệm bánh thu hút nhiều khách hàng đến ăn pączki vào Ngày Pączki.